# Laodice III
Laodice (240 aC) (Laodike; en grec, Λαοδίκη) fou filla de Mitridates II del Pont, i esposa del rei selèucida Antíoc III el Gran amb el qual es va casar el 222 aC poc després de pujar al tron. Antíoc i Laodice foren coronats reis a Antioquia abans que el primer sortís en expedició contra el sàtrapa rebel Moló de Mèdia, i en absència del rei va néixer el primer fill Antíoc. Va tenir quatre fills més i quatre filles, una d'elles Cleòpatra I.